# Nobuhiko Hasegawa

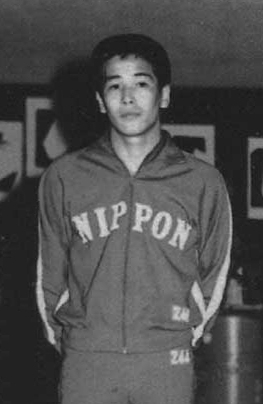
Nobuhiko Hasegawa in 1966

Nobuhiko Hasegawa (長谷川 信彦, Seto, 5 maart 1947 – Kiryu, 7 november 2005) was een Japans tafeltennisser. Hij werd in 1967 wereldkampioen in zowel het enkelspel (na winst in de finale op landgenoot Mitsuru Kōno) als in de discipline gemengd dubbel, samen met zijn landgenote Noriko Yamanaka. De gemengd dubbel-titel won hij twee jaar later opnieuw, ditmaal samen met Yasuko Konno.
Hij werd in totaal vijf keer wereldkampioen, want behalve de drie titels in individuele disciplines won hij zowel in Stockholm 1967 als in München 1969 ook het evenement voor landenteams met de Japanse ploeg. De enige wereldtitel die hij nooit op zijn conto schreef, was die in het dubbelspel voor mannen. Hij haalde samen met landgenoot Tokio Tasaka in die discipline wel de WK-finale in 1969, maar de eerste plaats was voor de Zweedse regerend wereldkampioenen Hans Alsér en Kjell Johansson. Hasegawa nam op de WK's van 1971 in Nagoya en 1973 in Sarajevo opnieuw deel aan alle disciplines, maar won geen individuele medailles. Wel won Hasegawa als lid van de Japanse ploeg nog een zilveren medaille in 1971 en een bronzen in 1973.

## Erelijst
- Wereldkampioen enkelspel 1967
- Wereldkampioen gemengd dubbelspel 1967 (met Noriko Yamanaka) en 1969 (met Yasuko Konno)
- Winnaar WK landenploegen in 1967 en 1969 (met Japan)
- Winnaar Aziatische Spelen landenploegen 1966
- Winnaar Aziatische Spelen 1974 dubbelspel (met Mitsuru Kohno)
- Winnaar Aziatisch kampioenschap enkelspel 1967, 1970, 1972 en 1974
- Winnaar Aziatisch kampioenschap dubbelspel 1968 (met Tokio Tasaka), 1970 (met Shigeo Itoh) en 1974 (met Mitsuru Kohno)
- Winnaar Aziatisch kampioenschap gemengd dubbelspel 1970 (met Toshiko Kowada) en 1972 (met Yasuko Konno)
- Winnaar Aziatisch kampioenschap landenploegen 1967, 1968, 1970 en 1972

Hasegawa werd in 2001 opgenomen in de ITTF Hall of Fame.
Hij overleed vier jaar later, op 58-jarige leeftijd.